# Camp des Romains (Chênehutte-Trèves-Cunault)
Pour les articles homonymes, voir Camp des Romains.
Le camp des Romains est un oppidum situé à Chênehutte-Trèves-Cunault, en France.

## Localisation
L'oppidum est situé dans le département français de Maine-et-Loire, sur la commune de Chênehutte-Trèves-Cunault.

## Description
Le site était déjà occupé au Bronze final comme l'a attesté un sondage archéologique du site. En effet, sous un niveau d'occupation laténien et gallo-romain, les archéologues ont dégagé une couche protohistorique. Le matériel récupéré, comportant près de 3 000 tessons de poterie, a permis de dater celle-ci du bronze final III, soit, approximativement, vers 900/800 av. J.C..

## Historique
L'édifice est classé au titre des monuments historiques en 1987 et inscrit en 1987.